# ساب ۲۱
ساب ۲۱ (به انگلیسی: Saab 21) یک هواگرد ساختِ کارخانهٔ گروه ساب در کشور سوئد است که در سال ۱۹۴۵ ساخته شد. نخستین استفاده‌کنندهٔ این هواپیما نیروی هوایی سوئد بوده‌است. این هواگرد برای نخستین بار در ۳۰ ژوئیه ۱۹۴۳ میلادی مورد استفاده قرار گرفت.